# Gare d'Aimargues
La gare d'Aimargues est une gare ferroviaire française de la ligne de Saint-Césaire au Grau-du-Roi, située sur le territoire de la commune d'Aimargues, dans le département du Gard en région Occitanie. 
Elle est mise en service en 1868 par la Compagnie des chemins de fer de Paris à Lyon et à la Méditerranée (PLM). 
C'est une halte voyageurs de la Société nationale des chemins de fer français (SNCF) desservie par des trains express régionaux TER Occitanie.

## Situation ferroviaire
Établie à 7 mètres d'altitude, la gare d'Aimargues est située au point kilométrique (PK) 26,627 de la ligne de Saint-Césaire au Grau-du-Roi, entre les gares du Cailar et de Saint-Laurent-d'Aigouze.

## Histoire
La gare est mise en service le 27 janvier 1868, lors de l'ouverture de la ligne d'Arles à Lunel par la Compagnie des chemins de fer de Paris à Lyon et à la Méditerranée (PLM). Elle avait, lors de sa mise en service deux voies et deux quais.
Le 19 mai 1873 est mise en service la ligne de Saint-Césaire à Aigues-Mortes, en tronc commun à double voie avec la ligne d'Arles à Lunel entre les gares du Cailar et d’Aimargues. Elle sera prolongée vers le Grau du Roi en 1909. En 1904, les installations comportent deux voies principales et trois voies de garage, dont deux en impasse.
La ligne d'Arles à Lunel est désormais fermée et démontée entre Aimargues et Lunel.

## Fréquentation
Selon les estimations de la SNCF, la fréquentation annuelle de la gare figure dans le tableau ci-dessous.
| Année               | 2015 | 2016 | 2017 | 2018 | 2019  | 2020  | 2021  | 2022  | 2023  |
| ------------------- | ---- | ---- | ---- | ---- | ----- | ----- | ----- | ----- | ----- |
| Nombre de voyageurs | 86   | 159  | 230  | 445  | 1 034 | 3 752 | 6 335 | 2 750 | 2 374 |

## Service des voyageurs

### Accueil
Halte SNCF, c'est un point d'arrêt non géré (PANG) à entrée libre.

### Desserte
Aimargues est desservie par des trains TER Occitanie qui effectuent des missions entre les gares : de Nîmes et du Grau-du-Roi.

### Intermodalité
Un parking pour les véhicules est aménagé. 